# Свети Мартин под Окићем
Свети Мартин под Окићем је насељено место у саставу града Самобора у Загребачкој жупанији, Хрватска. До територијалне реорганизације у Хрватској налазио се у саставу старе загребачке приградске општине Самобор.

## Становништво
На попису становништва 2011. године, Свети Мартин под Окићем је имао 258 становника.

## Попис1991.
На попису становништва 1991. године, насељено место Свети Мартин под Окићем је имало 249 становника, следећег националног састава:
| Попис 1991.‍  | Попис 1991.‍  | Попис 1991.‍ | Попис 1991.‍ | Попис 1991.‍ |
| ------------ | ------------ | ----------- | ----------- | ----------- |
|              |              |             |             |             |
| Хрвати       | Хрвати       |             | 243         | 97,59%      |
| Југословени  | Југословени  |             | 1           | 0,40%       |
| Македонци    | Македонци    |             | 1           | 0,40%       |
| неопредељени | неопредељени |             | 2           | 0,80%       |
| непознато    | непознато    |             | 2           | 0,80%       |
| укупно: 249  |              |             |             |             |